# Morpho fumosa
Morpho fumosa är en fjärilsart som beskrevs av Friedrich Wilhelm Niepelt 1926. Morpho fumosa ingår i släktet Morpho och familjen praktfjärilar. Inga underarter finns listade i Catalogue of Life.